# Loxaspilates lutea
Loxaspilates lutea là một loài bướm đêm trong họ Geometridae.